# Ulrich Roth (rokometaš)
Ulrich Roth, nemški rokometaš, * 15. februar 1962.
Leta 1984 je na poletnih olimpijskih igrah v Los Angelesu v sestavi zahodnonemške rokometne reprezentance osvojil srebrno olimpijsko medaljo.